# Debraď
Debraď (em húngaro: Debrőd) é um município da Eslováquia, situado no distrito de Košice-okolie, na região de Košice. Tem 23,79 km² de área e sua população em 2018 foi estimada em 395 habitantes.

## Demografia
| Ano:        | 1994 | 2004   | 2014   | 2024   |
| ----------- | ---- | ------ | ------ | ------ |
| Broj ljudi: | 389  | 380    | 384    | 400    |
| Razlika:    |      | -2,31% | +1,05% | +4,16% |

| Ano:               | 2023 | 2024   |
| ------------------ | ---- | ------ |
| Número de pessoas: | 409  | 400    |
| Diferença:         |      | -2,20% |